# Шиманьский, Ян
Ян Марек Шиманьский (пол. Jan Marek Szymański; 2 марта 1989, Познань, Польша) — польский конькобежец, бронзовый призёр зимних Олимпийских игр 2014 года в командной гонке, бронзовый призёр чемпионата мира по конькобежному спорту на отдельных дистанциях 2013 года.

## Биография
На Зимней Универсиаде в 2013 году выиграл золото на 1500 м и 5000 м. На чемпионате мира по конькобежному спорту на отдельных дистанциях 2013 года вместе с Збигневом Брудкой и Конрадом Недзведзким завоевал бронзовую медаль в командной гонке. На Олимпиаде 2014 года с теми же спортсменами завоевал бронзовую медаль в командной гонке.